# City of Marion
City of Marion is een Local Government Area (LGA) in de Australische deelstaat Zuid-Australië.